# Ayano Tsuji
Ayano Tsuji (jap. つじあやの Tsuji Ayano; * 6. Januar 1978 in Sakyō-ku, Kyōto) ist eine japanische J-Pop- und Folk-Sängerin. Sie ist vor allem für ihre Ukulele bekannt, mit der sie ihre Lieder begleitet. Internationale Aufmerksamkeit erlangte sie durch den Studio-Ghibli-Film Das Königreich der Katzen, für den sie das Ending-Theme 風になる (Kaze ni naru) schrieb und vorführte.

## Biografie
1993 besuchte Tsuji die Dohda Senior High School of Arts, eine Kunstschule in Kyoto, wo sie auch den Umgang mit der Ukulele lernte.
Später studierte sie aber erfolgreich Geschichte an der Ryūkoku-Universität.

## Diskografie

### Studioalben
| Jahr | Titel                                                                                   | Höchstplatzierung, Gesamtwochen, AuszeichnungChartsChartplatzierungen (Jahr, Titel, Platzierungen, Wochen, Auszeichnungen, Anmerkungen) | Anmerkungen                              |
| Jahr | Titel                                                                                   | JP | Anmerkungen                              |
| ---- | --------------------------------------------------------------------------------------- | --- | ---------------------------------------- |
| 1998 | Balmy うららか Uraraka                                                                  | — | Erstveröffentlichung: 10. Oktober 1998   |
| 1999 | I Feel For You 君への気持ち Kimihe no Kimochi                                           | — | Erstveröffentlichung: 22. September 1999 |
| 2000 | Visit Spring in a Far-Away Faint Dream 春は遠き夢の果てに Haru wa Touki Yume no Hate ni | — | Erstveröffentlichung: 15. März 2000      |
| 2001 | Flowers of Tangerine 春蜜柑 Harumikan                                                   | JP49 (2 Wo.)JP | Erstveröffentlichung: 18. April 2001     |
| 2002 | Balanço                                                                                 | JP45 (1 Wo.)JP | Erstveröffentlichung: 17. April 2002     |
| 2002 | Glasses in Love 恋する眼鏡 Koi Suru Megane                                              | JP44 (7 Wo.)JP | Erstveröffentlichung: 11. Dezember 2002  |
| 2003 | Love Love Wind Song 恋恋風歌 Renren Huka                                                | JP20 (10 Wo.)JP | Erstveröffentlichung: 21. Mai 2003       |
| 2004 | Cover Girl                                                                              | JP19 (8 Wo.)JP | Erstveröffentlichung: 19. Mai 2004       |
| 2005 | Calendar Calendar                                                                       | — | Erstveröffentlichung: 23. November 2005  |
| 2006 | Tsuji Best                                                                              | JP22 (8 Wo.)JP | Erstveröffentlichung: 5. Juli 2006       |
| 2006 | A New Beginning はじまりの時 Hajimari no Toki                                           | — | Erstveröffentlichung: 22. September 2006 |
| 2007 | Sweet, Sweet Happy Birthday                                                             | — | Erstveröffentlichung: 19. Dezember 2007  |
| 2008 | Cover Girl 2                                                                            | — | Erstveröffentlichung: 24. September 2008 |
| 2009 | Tsuji Best ~10th Anniversary BEST~                                                      | — | Erstveröffentlichung: 16. September 2009 |
| 2010 | Niji’iro no Hanasaki Hokoru Toki 虹色の花咲きほこるとき                                 | — | Erstveröffentlichung: 8. September 2010  |
| 2022 | Hello Woman                                                                             | — | Erstveröffentlichung: 6. Januar 2022     |

### Singles
| Jahr | Titel Album                                                                             | Höchstplatzierung, Gesamtwochen, AuszeichnungChartsChartplatzierungen (Jahr, Titel, Album, Platzierungen, Wochen, Auszeichnungen, Anmerkungen) | Anmerkungen                             |
| Jahr | Titel Album                                                                             | JP | Anmerkungen                             |
| ---- | --------------------------------------------------------------------------------------- | --- | --------------------------------------- |
| 2000 | Clover クローバー Clover –                                                              | — | Erstveröffentlichung: 26. Januar 2000   |
| 2000 | My Heart Longs To Be Near You 心は君のもとへ Kokoro ha kimi no moto he –                | — | Erstveröffentlichung: 18. Oktober 2000  |
| 2001 | Let Me Say ’Thank You’ 君にありがとう Kimini arigatou –                                 | — | Erstveröffentlichung: 1. März 2001      |
| 2001 | Lovers 恋人どうし Koibito doushi –                                                      | — | Erstveröffentlichung: 21. November 2001 |
| 2002 | Fragments of Love ☆ Love Fragments 愛のかけら☆恋のかけら Ai no kakera ☆ Koi no kakera – | — | Erstveröffentlichung: 27. Februar 2002  |
| 2002 | On The Winds 風になる Kaze ni naru –                                                    | JP13 Platin (Downloads) + Gold (Streaming) · (15 Wo.)JP                                                                                        | Erstveröffentlichung: 27. Juni 2002     |
| 2003 | The Sound Of Rain 雨音 Amaoto –                                                         | — | Erstveröffentlichung: 22. Januar 2003   |
| 2003 | Under The Cherry Tree 桜の木の下で Sakura no konoshita de –                             | — | Erstveröffentlichung: 19. März 2003     |
| 2003 | Hackneyed Romance ありきたりなロマンス Arikitarina romansu –                            | — | Erstveröffentlichung: 21. Mai 2003      |
| 2003 | Parade パレード Parade –                                                                | — | Erstveröffentlichung: 17. Dezember 2003 |
| 2005 | The Wind From Spring 春風 Harukaze –                                                    | — | Erstveröffentlichung: 6. April 2005     |
| 2005 | Midsummer Love 愛の真夏 Ai no manatsu –                                                 | — | Erstveröffentlichung: 22. Juni 2005     |
| 2005 | Shiny Day –                                                                             | — | Erstveröffentlichung: 22. Juni 2005     |
| 2005 | Starry Christmas Night 星降る夜のクリスマス Hoshi furu yoru no Christmas –              | — | Erstveröffentlichung: 5. Oktober 2005   |
| 2005 | ゆびきり Yubikiri –                                                                     | — | Erstveröffentlichung: 5. Oktober 2005   |
| 2006 | I Love You... Goodbye さよなら愛してる Sayonara aishiteru –                             | — | Erstveröffentlichung: 6. Dezember 2006  |
| 2008 | Much Impossible Miracle ありえないくらい奇跡 Arienai Kurai Kiseki –                     | — | Erstveröffentlichung: 20. Februar 2008  |

### Videoalben
- 2005: Kyoto Girl
- 2005: Ayano Clip Ayano Tsuji’s Collected Visual Works つじあやの映像作品集 Tsuji Ayano no eizou sakuhin shuu